# Aleksandra Dawidowicz
Aleksandra Katarzyna Dawidowicz (nascida em 4 de fevereiro de 1987) é uma ciclista polonesa. Dawidowicz competiu na prova cross-country nos Jogos Olímpicos de Verão de 2008 e 2012, terminando respectivamente na décima e sétima posição.